# Massacre de Batavia
Le massacre de Batavia de 1740 (en néerlandais Chinezenmoord, « Meurtre des Chinois », en javanais Geger Pacinan, « Troubles du quartier chinois ») est un massacre des Chinois ayant eu lieu à Batavia (aujourd'hui Djakarta) dans les Indes orientales néerlandaises. La violence à l'intérieur de la ville a duré du 9 au 22 octobre 1740. Des escarmouches secondaires se sont poursuivies à l'extérieur des murs jusqu'en novembre de la même année.
Les troubles dans la population chinoise ont été déclenchés par la répression gouvernementale et la baisse des revenus à la suite de la baisse des prix du sucre avant le massacre. En réponse, lors d'une réunion du Conseil des Indes (Raad van Indie, l'organe directeur de la Compagnie néerlandaise des Indes orientales), le gouverneur général Adriaan Valckenier déclare qu'il faut faire face à tout soulèvement avec une force meurtrière. Sa résolution prend effet le 7 octobre, après que des centaines de Chinois de souche, dont de nombreux travailleurs des sucreries, ont tué 50 soldats néerlandais. Les Néerlandais envoient des troupes qui confisquent toutes les armes de la population chinoise et placent celle-ci sous couvre-feu. Deux jours plus tard, effrayés par des rumeurs d'atrocités chinoises, d'autres groupes ethniques de Batavia commencent à brûler les maisons chinoises le long de la rivière Besar et les soldats néerlandais attaquent les maisons chinoises avec des canons. La violence se répand rapidement dans tout Batavia, amenant plus de morts chinoises. Bien qu'Adriaan Valckenier décrète une amnistie le 11 octobre, des bandes de francs-tireurs continuent à pourchasser et tuer les Chinois jusqu'au 22 octobre, lorsque Valckenier appelle plus énergiquement à une cessation des hostilités. En dehors des murs de la ville, les troupes néerlandaises continuent à se battre pour maitriser les émeutes des travailleurs des sucreries et après plusieurs semaines d'accrochages mineurs, les troupes dirigées par les Néerlandais attaquent les bastions chinois des sucreries de toute la région, repoussant les survivants à l'est dans la direction de Bekasi.
Les historiens ont estimé qu'au moins 10 000 personnes d'origine chinoise ont été massacrées ; le nombre des survivants est incertain, les estimations variant entre 600 et 3000. L'année suivante, les Chinois sont attaqués dans tout Java, déclenchant une guerre de deux ans qui oppose les forces des chinois et des javanais aux troupes néerlandaises. Valckenier fut plus tard rappelé aux Pays-Bas et accusé des crimes liés au massacre. Gustaaf Willem van Imhoff le remplace comme gouverneur général.
Le massacre est largement cité dans la littérature néerlandaise. Il constituerait aussi une étymologie possible du nom de plusieurs quartiers de Jakarta.

## Historique

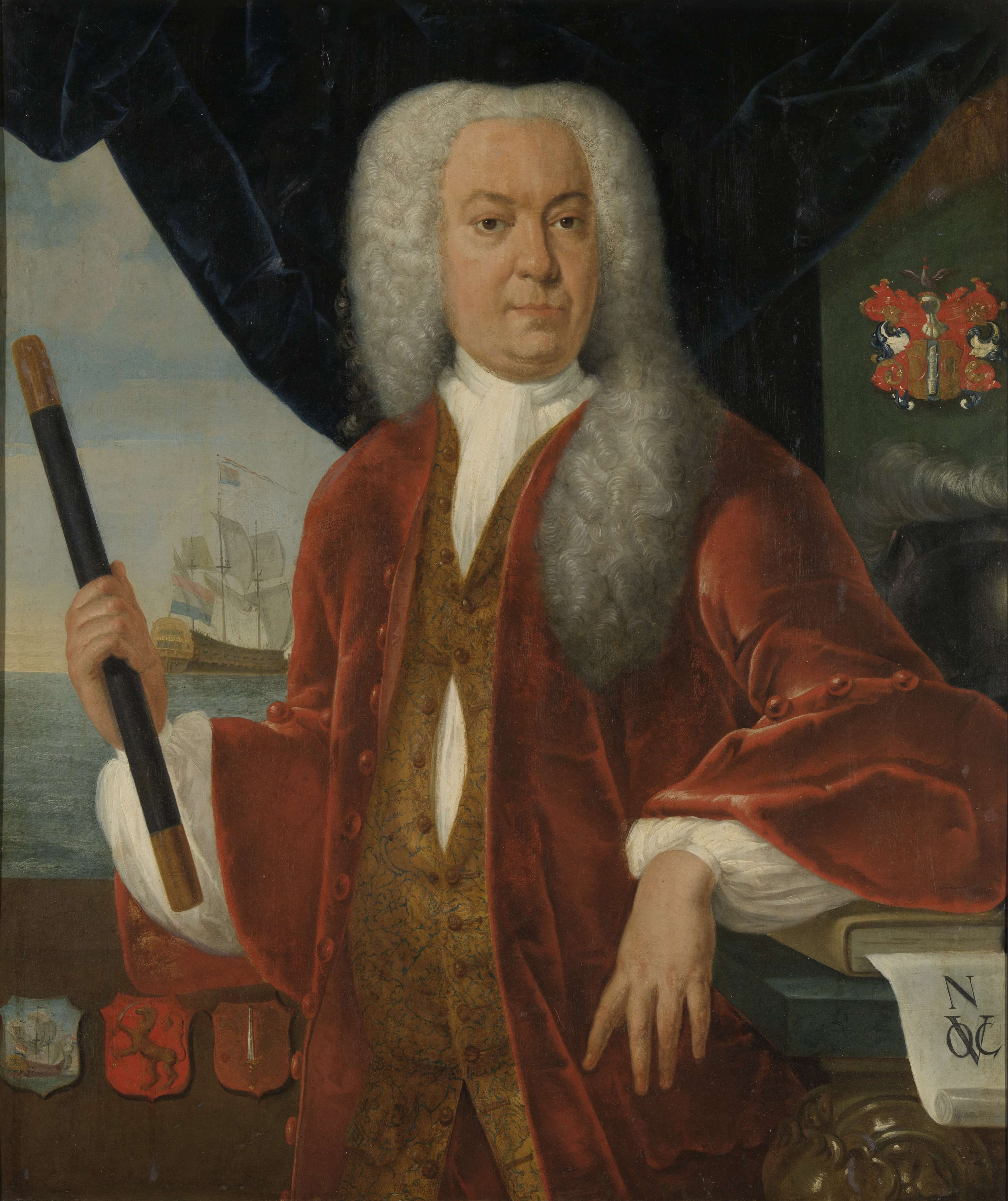
Le Gouverneur-Général Valckenier, qui a ordonné le massacre des Chinois de souche

Pendant les premières années de la colonisation hollandaise des Indes orientales (aujourd'hui l'Indonésie), de nombreuses personnes d'origine chinoise ont été engagées comme artisans qualifiés dans la construction de Batavia, sur la côte nord-ouest de Java. Ils travaillent en tant que commerçants, travailleurs des sucreries et boutiquier.Le boom économique, précipité par le commerce entre les Indes orientales et la Chine via le port de Batavia, provoque l'augmentation de l'immigration chinoise à Java. Le nombre de Chinois de souche à Batavia augmente rapidement, atteignant un total de 10 000 personnes vers 1740. Des milliers d'autres vivant à l'extérieur de la ville. Les colons hollandais les obligent à avoir des papiers d'enregistrement, et expulsent ceux qui ne sont pas en règle vers la Chine.
La politique d'expulsion est renforcée au cours des années 1730, après une épidémie de paludisme qui a tué des milliers de personnes, y compris le gouverneur général des Indes orientales néerlandaises, Dirck van Cloon,. Selon l'historien indonésien Benny G. Setiono, l'épidémie est suivie d'une suspicion accrue et du ressentiment des Indonésiens d'origine et des Hollandais envers les Chinois de souche, qui sont de plus en plus nombreux et dont la richesse est de plus en plus visible.
En conséquence, le Commissaire aux affaires indigènes, Ferdinand Roy, sous les ordres du gouverneur général Adriaan Valckenier, décrète le 25 juillet 1740 que les Chinois considérés comme suspects seront expulsés vers Ceylan (dont le nom actuel est Sri Lanka) et forcés de récolter la cannelle,,,. Ainsi, les fonctionnaires néerlandais corrompus ont extorqué de l'argent aux riches Chinois en les menaçant d'expulsion,,. Stamford Raffles, un explorateur britannique et historien de Java, a noté que dans certains récits javanais, le capitaine chinois (le chef des Chinois de souche, nommé par les Hollandais) de Batavia, Ni Hoe Kong, disait aux Néerlandais d'expulser tous les Chinois habillés de noir ou de bleu parce que ceux-ci étaient considérés comme pauvres. Il y avait aussi des rumeurs selon lesquelles les personnes expulsées n'arrivaient pas à destination, mais étaient jetées par-dessus bord une fois hors de vue de Java, et, selon certains récits, ils sont morts lors d'émeutes sur les navires. L'expulsion des Chinois causa de l'émoi parmi les autres Chinois, en conduisant beaucoup à abandonner leur emploi,.
Dans le même temps, les occupants indigènes de Batavia, y compris les serviteurs de l'ethnie Betawi, deviennent de plus en plus méfiants envers les Chinois. Les facteurs économiques y jouent un rôle : la plupart des indigènes sont pauvres, et voient les Chinois occupant certains des quartiers les plus prospères de la ville,. Bien que l'historien hollandais A.N. Paasman note qu'à l'époque les Chinois étaient les « Juifs de l'Asie », la situation réelle est plus compliquée. Beaucoup de pauvres Chinois de la région de Batavia sont des travailleurs du sucre et se sentent exploités par les élites hollandaises comme chinoises. De riches Chinois possèdent des usines et sont impliqués dans l'affermage et le trafic maritime. Ils tirent un revenu du broyage et de la distillation de l'arrack, boisson alcoolique à base de mélasse et de riz,. Cependant, les maîtres hollandais fixent le prix du sucre, ce qui entraine de l'insatisfaction. En raison de la baisse mondiale des cours du sucre, qui avait commencé dans les années 1720, provoquée par une augmentation des exportations vers l'Europe et la concurrence des Antilles,, l'industrie sucrière des Indes orientales avait beaucoup souffert. En 1740, le cours mondial du sucre a chuté à la moitié du prix de 1720. Comme le sucre est un produit d'exportation majeur, cela cause des difficultés financières considérables pour la colonie.
Au début, certains membres du Conseil des Indes (Raad van Indië) croient que les Chinois ne s'attaqueront jamais à Batavia, et le renforcement des mesures visant à contrôler les Chinois est bloqué par une faction dirigée par l'adversaire politique de Valckenier, l'ancien gouverneur de Ceylan Gustaaf Willem van Imhoff, qui revient à Batavia en 1738 ,,. Cependant, de grands nombres de Chinois arrivent à l'extérieur de Batavia depuis des colonies voisines, et le 26 septembre Valckenier convoqué une réunion d'urgence du Conseil, au cours de laquelle il donne des ordres pour répondre à toutes insurrection des Chinois avec une force meurtrière. Cette politique continue d'être combattue par la faction van Imhoff. Vermeulen (1938) a suggéré que la tension entre les deux factions coloniales a joué un rôle dans le massacre qui s'ensuivit.
Dans la soirée du 1er octobre, Valckenier reçoit des rapports selon lesquels une foule d'un millier de chinois s'était rassemblée devant la porte, irritée par ses déclarations lors de la réunion d'urgence tenue cinq jours plus tôt. Ce rapport est reçu avec incrédulité par Valckenier et le Conseil. Cependant, après l'assassinat d'un sergent balinais par les Chinois hors des murs, le Conseil décide de prendre des mesures extraordinaires et de renforcer la garde,. Deux groupes de 50 Européens et quelques porteurs indigènes sont envoyés aux avant-postes des côtés Sud et Est de la ville, et un plan d'attaque est élaboré,.

## Les événements

### Le massacre

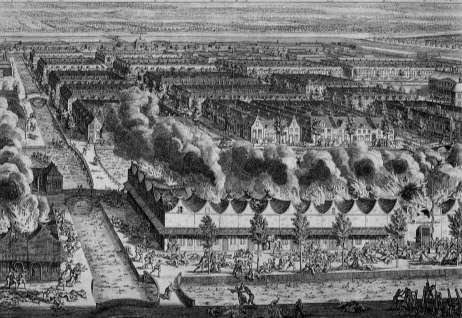
Les maisons des chinois brulant lors du massacre.

Après que des groupes de travailleurs chinois des sucreries se sont révoltés en utilisant des armes de fortune pour piller et brûler les sucreries, des centaines de Chinois, soupçonnés d'avoir été dirigés par le capitaine chinois Ni Kong Hoe, tuent 50 soldats néerlandais à Meester Cornelis (aujourd'hui Jatinegara) et Tanah Abang, le 7 octobre,. En réponse, les Néerlandais envoient une troupe de 1800 soldats réguliers, accompagnés de Schutterij (milice bourgeoise) et onze bataillons de conscrits pour arrêter la révolte ; ils établissent un couvre-feu et annulent un festival chinois. Craignant que les Chinois ne conspirent contre les colons à la lumière des chandelles, il est interdit à ceux de l'intérieur des murs de la ville d'allumer des bougies et ils sont contraints d'abandonner tout « jusqu'au plus petit couteau de cuisine ». Le lendemain, les Néerlandais repoussent, aux murs extérieurs de la ville, une attaque de 10 000 Chinois, dirigée par des groupes de Tangerang et de Bekasi,. Raffles note que 1 789 Chinois sont morts dans cette attaque  En réponse, Valckenier convoque une autre réunion du Conseil le 9 octobre,.
Pendant ce temps, des rumeurs se répandent parmi les autres groupes ethniques à Batavia, y compris parmi les esclaves de Bali et des Célèbes, les troupes Bugis et balinaises, que les Chinois ont l'intention de les tuer, violer ou les réduire en esclavage,. Ces groupes brûlent de manière préventive les maisons appartenant à la minorité chinoise le long de la rivière Besar. Les Néerlandais continuent ceci par un assaut contre les autres quartiers chinois de Batavia où ils brûlent des maisons et tuent les gens. Le politicien néerlandais, critique du colonialisme, W.R. van Hoëvell écrit que « les femmes enceintes et allaitantes, les enfants et les vieillards tremblants sont passés au fil de l'épée. Des prisonniers sans défense sont abattus comme des moutons »,.
Les troupes commandées par le lieutenant Hermanus van Suchtelen et le capitaine Jan van Oosten, un survivant de Tanah Abang, prennent position dans le quartier chinois : Suchtelen et ses hommes se positionnent au marché des volailles, tandis que les hommes de van Oosten occupent un poste le long du canal d'à côté Aux environs de 17 heures, les Hollandais ouvrent le feu au canon sur les maisons occupées par les chinois, les mettant en feu,. Certains Chinois meurent dans les maisons en flammes, tandis que d'autres sont abattus à la sortie de leurs maisons ou se suicident de désespoir. Ceux qui atteignent le canal près du quartier d'habitation sont tués par les troupes néerlandaises qui les attendent dans de petites embarcations, tandis que d'autres troupes patrouillent entre les rangées de maisons en flammes, tuant les survivants qu'ils peuvent trouver. Ces actions s'étendent par la suite dans toute la ville. Vermeulen note que nombre des auteurs de ces actes étaient des marins et autres « irréguliers et mauvais éléments » de la société ,. Pendant cette période, il y a du pillage intensif et des saisies de biens.

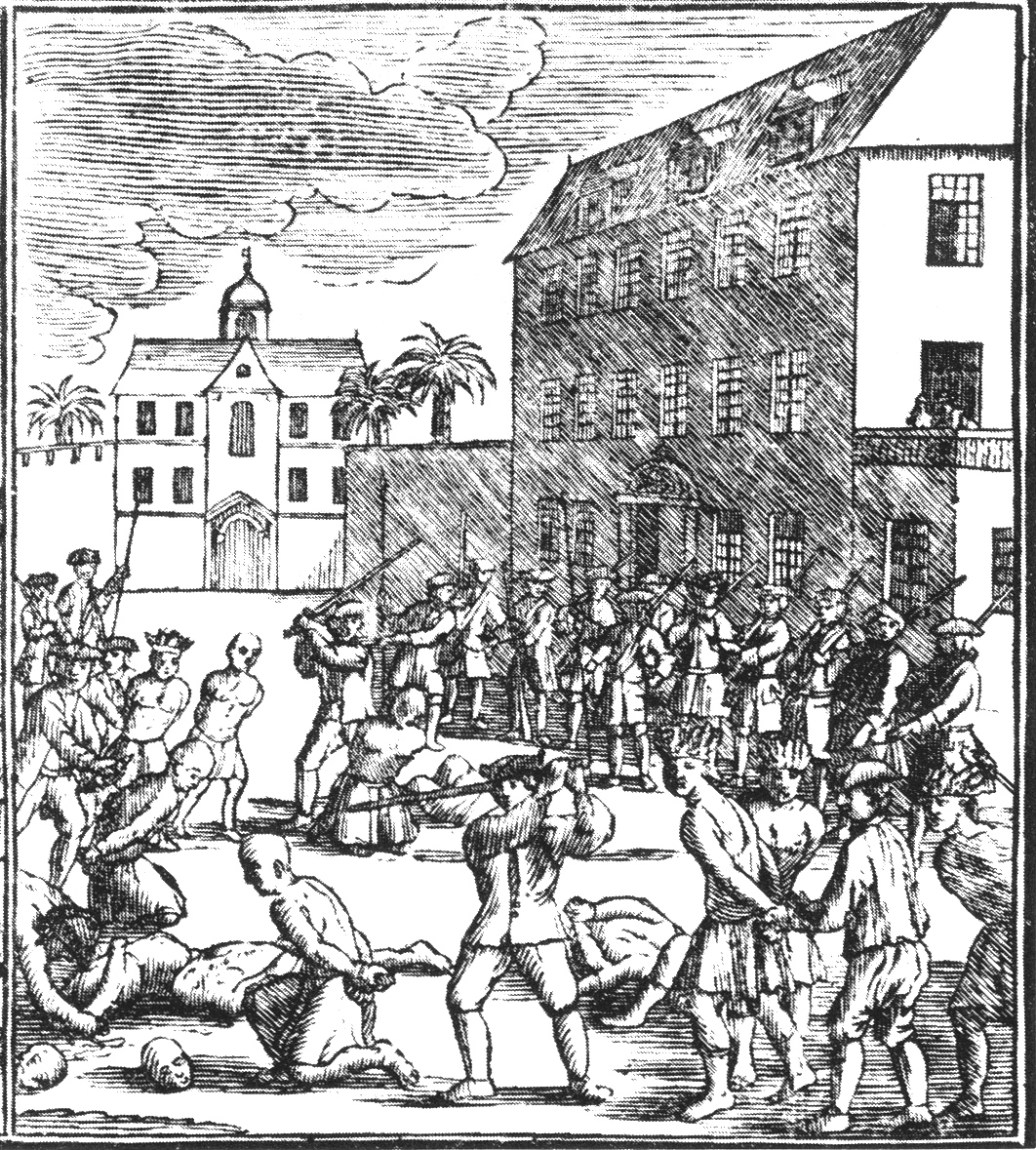
Prisonniers Chinois exécutés par les Néerlandais le 10 octobre 1740.

Le lendemain, la violence continue à se répandre. Les patients d'un hôpital chinois sont amenés à l'extérieur et tués. Les tentatives pour éteindre les incendies dans les zones dévastées lors de la journée précédente échouent, la vigueur des flammes augmente, et l'incendie continuent jusqu'au 12 octobre. Pendant ce temps, un groupe de 800 soldats néerlandais et de 2 000 indigènes prennent d'assaut Kampung Gading Melati, où un groupe de survivants chinois tient sous la direction de Khe Pandjang. Bien que les Chinois aient évacué à Paninggaran non loin de là, ils seront plus tard chassés de la région par les troupes néerlandaises. On dénombre 450 pertes néerlandaises et 800 chinoises dans les deux attaques.

### Les lendemains du massacre, autres violences
Le 11 octobre, Valckenier demande en vain aux officiers de contrôler leurs troupes et d'arrêter les pillages. Deux jours plus tard, le Conseil décide d'une récompense de deux ducats pour chaque tête de Chinois remise aux soldats comme incitation pour les autres groupes ethniques d'aider à l'élimination. En conséquence, les Chinois qui ont survécu à l'assaut initial sont chassés par des bandes de francs-tireurs, qui tuent les Chinois qu'ils trouvent pour obtenir la récompense. Les Néerlandais collaborent avec les autochtones dans différentes régions du Batavia. Des grenadiers bugis et balinais sont envoyés en renfort des Hollandais le 14 octobre. Le 22 octobre, Valckenier appelle à la cessation des massacres. Dans une longue lettre dans laquelle il fait reposer entièrement les troubles sur les rebelles chinois, Valckenier offre une amnistie à tous les Chinois, à l'exception des chefs de file de l'agitation, sur la tête desquels il place une prime de 500 rijksdaalders,.
En dehors de la ville, les escarmouches entre les rebelles chinois et les Néerlandais se poursuivent. Le 25 octobre, après presque deux semaines d'accrochages mineurs, 500 Chinois armés s'approchent de Cadouwang (aujourd'hui Angke), mais sont repoussés par la cavalerie sous le commandement du capitaine Christoffel Moll et des cornettes Daniel Pions et Pieter Donker. Le lendemain, la cavalerie, composée de 1 594 soldats néerlandais et indigènes, marche sur le bastion rebelle de la sucrerie Salapadjang, se rassemble d'abord dans les bois environnants, puis boute le feu au moulin tandis que les rebelles sont à l'intérieur. Un autre moulin, à Boedjong Renje, est pris de la même manière par un autre groupe. Craignant d'être pris à revers par les Hollandais, les Chinois se retirent dans une sucrerie à Kampung Melayu, à quatre heures de Salapadjang. Ce bastion tombe aux mains des troupes du capitaine Jan George Crummel. Après avoir vaincu les Chinois et repris Qual, les Hollandais retournent à Batavia. Pendant ce temps, les Chinois en fuite, qui sont bloqués à l'ouest par 3 000 soldats du Sultanat de Banten, se dirigent vers l'est le long de la côte nord de Java. Le 30 octobre, les Chinois sont signalés à Tangerang.
Un ordre de cessez-le feu parvient à Crummel le 2 novembre, à la suite duquel lui et ses hommes retournent à Batavia après avoir posté un contingent de 50 hommes à Cadouwang. Quand il arrive à midi il n'y avait plus de Chinois sur les murs. Le 8 novembre, le Sultanat de Cirebon envoie entre 2 000 et 3 000 troupes indigènes pour renforcer la garde de la ville. Les pillages continuent au moins jusqu'au 28 novembre, et les dernières troupes indigènes se retirent à la fin de ce mois.

## Répercussions

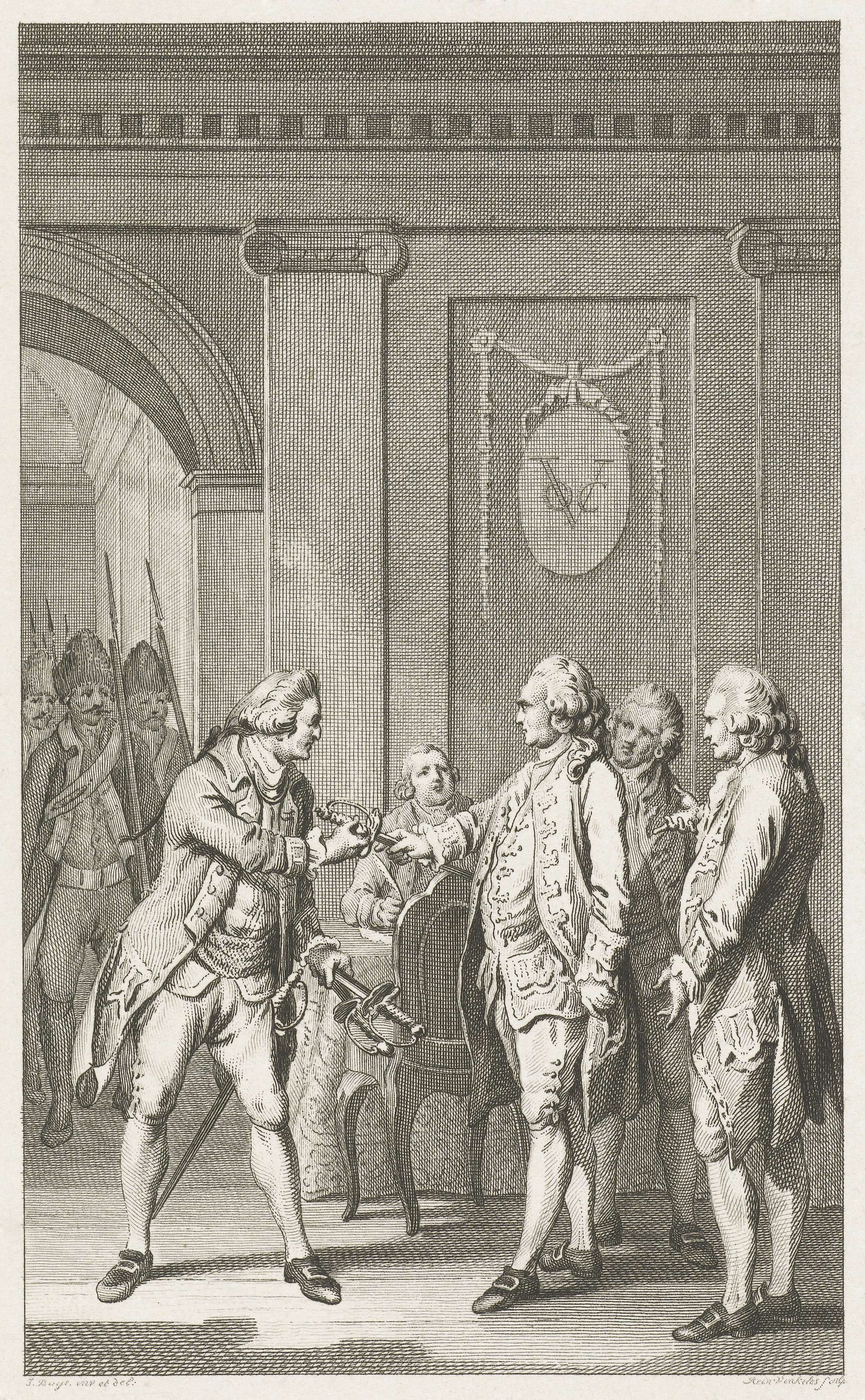
Van Imhoff et deux conseillers sont arrêtés pour insubordination après s'être opposé à Valckenier.

La plupart des comptes-rendus du massacre estiment que 10 000 Chinois ont été tués dans la ville de Batavia, et qu'au moins 500 autres ont été grièvement blessés. Entre 600 et 700 maisons appartenant à des Chinois ont été attaquées et brûlées,. Vermeulen donne un chiffre de 600 survivants, tandis que le spécialiste indonésien A.R.T Kemasang estime que 3 000 Chinois ont survécu. L’historien indonésien Benny G. Setiono note que 500 prisonniers et des malades hospitalisés ont été tués, et qu'un total de 3 431 personnes ont survécu. Le massacre a été suivi d'une « open season »,contre les Chinois tout au long de Java, causant un massacre à Semarang en 1741, et d'autres plus tard à Surabaya et Gresik.
Dans le cadre des conditions de cessation de la violence, tous les Chinois de Batavia sont transférés dans un pecinan (en), ou Chinatown, à l'extérieur des murs de la ville, qui est maintenant connu sous le nom de Glodok. Cela permet aux Hollandais de surveiller les Chinois plus facilement. Pour quitter le pecinan, les Chinois avaient besoin de laissez-passer spéciaux. En 1743, cependant, les Chinois retournent déjà à l'intérieur de Batavia. Plusieurs centaines de marchands y opèrent. D'autres Chinois, dirigés par Khe Pandjang, ont fui vers le centre de Java, où ils attaquent des comptoirs hollandais, et sont ensuite rejoints par des troupes sous le commandement du sultan javanais de Mataram, Pakubuwono II. Bien que ce nouveau soulèvement soit écrasé en 1743, les conflits à Java continuent presque sans interruption pendant les 17 années suivantes.

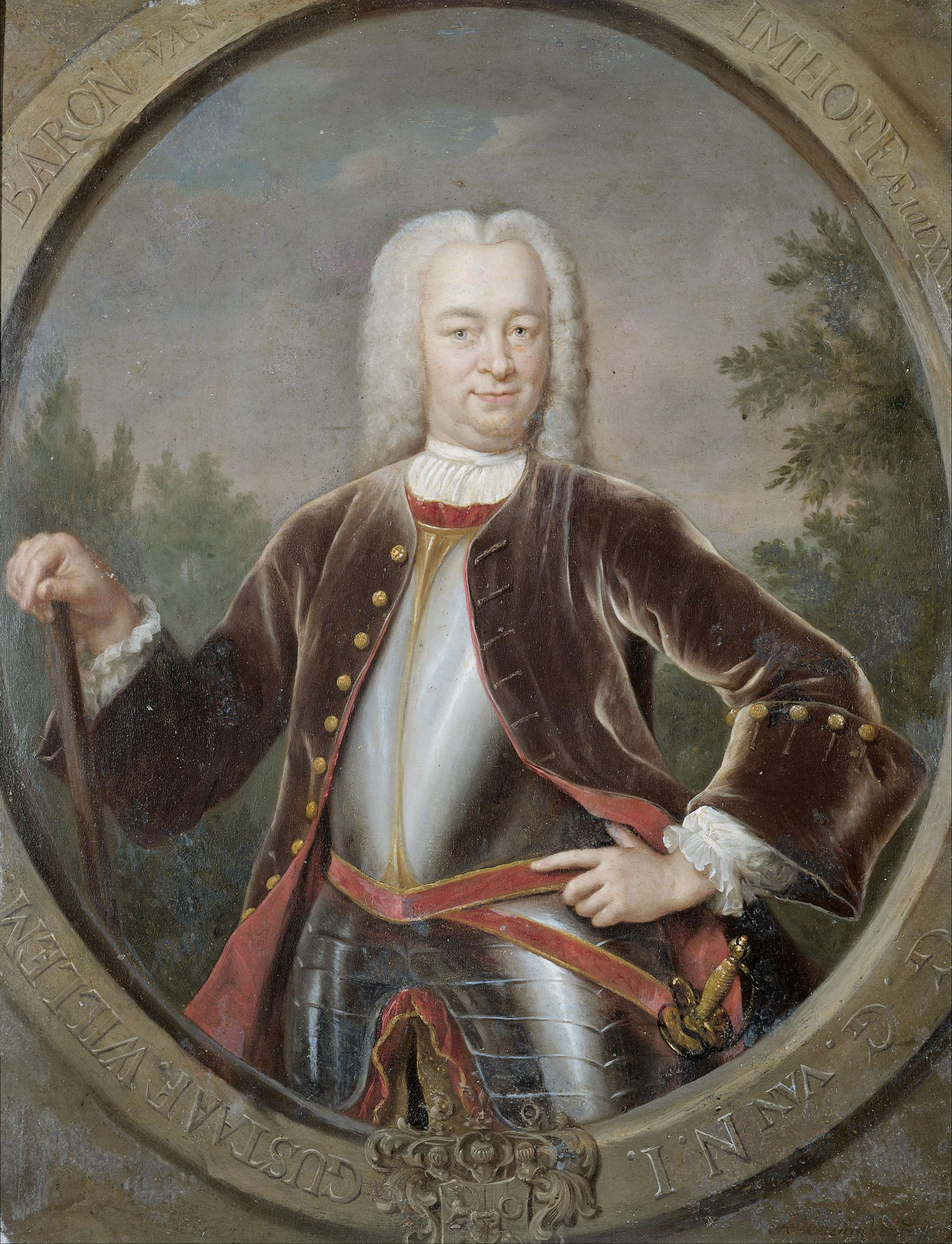
Van Imhoff a été renvoyé aux Pays-Bas, mais plus tard, il est nommé nouveau gouverneur général des Indes orientales néerlandaises.

Le 6 décembre 1740, van Imhoff et deux collègues conseillers sont arrêtés sur les ordres de Valckenier pour insubordination et, le 13 janvier 1741, ils sont envoyés aux Pays-Bas à bord de navires distincts,. Ils y arrivent le 19 septembre 1741. Aux Pays-Bas, van Imhoff convainc le Conseil que Valckenier est à blâmer pour le massacre et prononce le 24 novembre un discours détaillé intitulé « Consideratiën over den tegenwoordigen staat van de Ned. O.I. Comp ». (« Considérations sur l'état actuel de la Compagnie néerlandaise des Indes orientales ») ,. À la suite de ce discours, les accusations portées contre lui et les autres conseillers sont rejetées. Le 27 octobre 1742, van Imhoff est renvoyé à Batavia sur le navire Hersteller en tant que nouveau Gouverneur général des Indes orientales, avec des attentes élevées du Conseil des Dix-Sept, la direction de la Compagnie néerlandaise des Indes orientales. Il y arrive le 26 mai 1743,,.
Valckenier avait demandé à être remplacé à la fin de 1740, et en février 1741 avait reçu une réponse lui enjoignant de nommer van Imhoff comme son successeur. Un autre rapport indique que Conseil des Dix-Sept l'a informé qu'il devait être remplacé par van Imhoff comme punition pour avoir exporté trop de sucre et trop peu de café en 1739 en provoquant ainsi d'importantes pertes financières,. Au moment où Valckenier reçoit la réponse, van Imhoff est déjà sur le chemin du retour aux Pays-Bas. Valckenier quitte les Indes le 6 novembre 1741, après la nomination d'un successeur temporaire, Johannes Thedens. Prenant le commandement d'une flotte, Valckenier se dirige vers les Pays-Bas. Le 25 janvier 1742, il arrive au Cap où il est arrêté et où il fait l'objet d'une enquête diligentée par le gouverneur Hendrik Swellengrebel sur ordre du Conseil des Dix-Sept. En août 1742, Valckenier est renvoyé à Batavia, où il est emprisonné à Fort Batavia et, trois mois plus tard, jugé sur plusieurs accusations, y compris son implication dans le massacre. En mars 1744, il est reconnu coupable et condamné à mort, et tous ses biens sont confisqués. En décembre 1744, le procès est rouvert après que Valckenier a donné une longue déclaration pour se défendre,,. Valckenier demande plus de preuves des Pays-Bas, mais il meurt dans sa cellule le 20 juin 1751, avant que l'enquête ne soit terminée. Sa peine de mort est annulée à titre posthume en 1755,. Vermeulen dépeint l'enquête comme injuste et alimentée par l'indignation populaire aux Pays-Bas, et sans doute que cela est reconnu officiellement lorsque, en 1760, le fils de Valckenier, Adriaan Isaak Valckenier, reçoit des indemnités pour un total de 725 000 florins.
La production de sucre dans la région a beaucoup souffert après le massacre, comme le plus grand nombre des Chinois qui dirigeaient l'industrie était tués ou disparu. Elle commence à se redresser après que le nouveau gouverneur général, van Imhoff, a « colonisé » Tangerang. Il a d'abord l'intention de faire venir des hommes des Pays-Bas pour travailler la terre, car il considérait ceux qui étaient déjà installés dans les Indes comme paresseux. Toutefois, il est incapable d'attirer de nouveaux colons en raison des impôts élevés et vend donc le terrain à ceux qui sont déjà présents à Batavia. Comme il s'y attendait, les nouveaux propriétaires fonciers ne sont pas disposés à « se salir les mains » et louent rapidement les terres aux Chinois. Après cela, la production augmente régulièrement, mais il faut attendre les années 1760 pour atteindre des niveaux d'avant 1740, après quoi elle diminue à nouveau,. Le nombre de sucreries diminue également. En 1710, il y en avait 131, pour 66 en 1750.

## Traces
Vermeulen décrit le massacre comme « l'un des événements les plus marquants du colonialisme [néerlandais] au XVIIIe siècle »,. Dans sa thèse de doctorat, W.W. Dharmowijono note que l'attaque figure abondamment dans la littérature néerlandaise. Parmi les exemples les plus anciens, on peut citer un poème de Willem van Haren (datant de 1742) qui condamne le massacre et un poème anonyme, de la même période, critiquant les Chinois. Raffles écrit en 1830 que les documents historiques hollandais sont « loin d'être complets ou satisfaisants ».
L'historien néerlandais Leonard Blussé écrit que le massacre conduit indirectement à l'expansion rapide de Batavia, et institutionnalise un modus vivendi qui conduit à une dichotomie entre les Chinois et les autres qui pourrait se faire sentir jusqu'à la fin du XXe siècle. Le massacre peut avoir également joué un rôle dans l'appellation de nombreux quartiers de Jakarta. Une étymologie possible du nom du quartier de Tanah Abang (qui signifie « terre rouge »), est qu'il provient du sang des Chinois qui y a été répandu. Van Hoëvell suggère que l'appellation était un compromis pour que les survivants chinois acceptent l'amnistie plus rapidement,. Le nom de Rawa Bangke, pour un sous-district de Jakarta-Est, est peut-être dérivé du mot vulgaire indonésien cadavre, « bangkai », en raison du grand nombre de Chinois qui y ont été tués. Une étymologie semblable a été suggérée pour Angke à Tambora.

### Source
- (en) Cet article est partiellement ou en totalité issu de l’article de Wikipédia en anglais intitulé « 1740 Batavia massacre » (voir la liste des auteurs).